# Deep Purple Secret USA Tour
Deep Purple Secret USA Tour – trasa koncertowa grupy Deep Purple, na którą złożyły się tylko dwa koncerty w USA.

## Program koncertów
1. "Highway Star"
2. "Ramshackle Man"
3. "Maybe I'm a Leo"
4. "Fireball"
5. "Perfect Strangers"
6. "Pictures of Home"
7. Keyboard Solo
8. "Knockin' at Back Your Door"
9. Guitar Solo
10. "Anyone's Daughter"
11. "Child in Time"
12. "Anya"
13. "The Battle Rages On"
14. "When a Blind Man Cries"
15. "Lazy"
16. Drum Solo
17. "Space Truckin'"
18. "Woman from Tokyo"
19. "Paint it Black" (cover The Rolling Stones)

Bisy:
1. "Speed King"
2. "Smoke on the Water"

## Lista koncertów
1. 3 marca 1995 - Orlando, Floryda, USA - Tupperware Centre
2. 4 marca 1995 - Fort Piece, Floryda, USA - Sunrise Theatre